# Picon

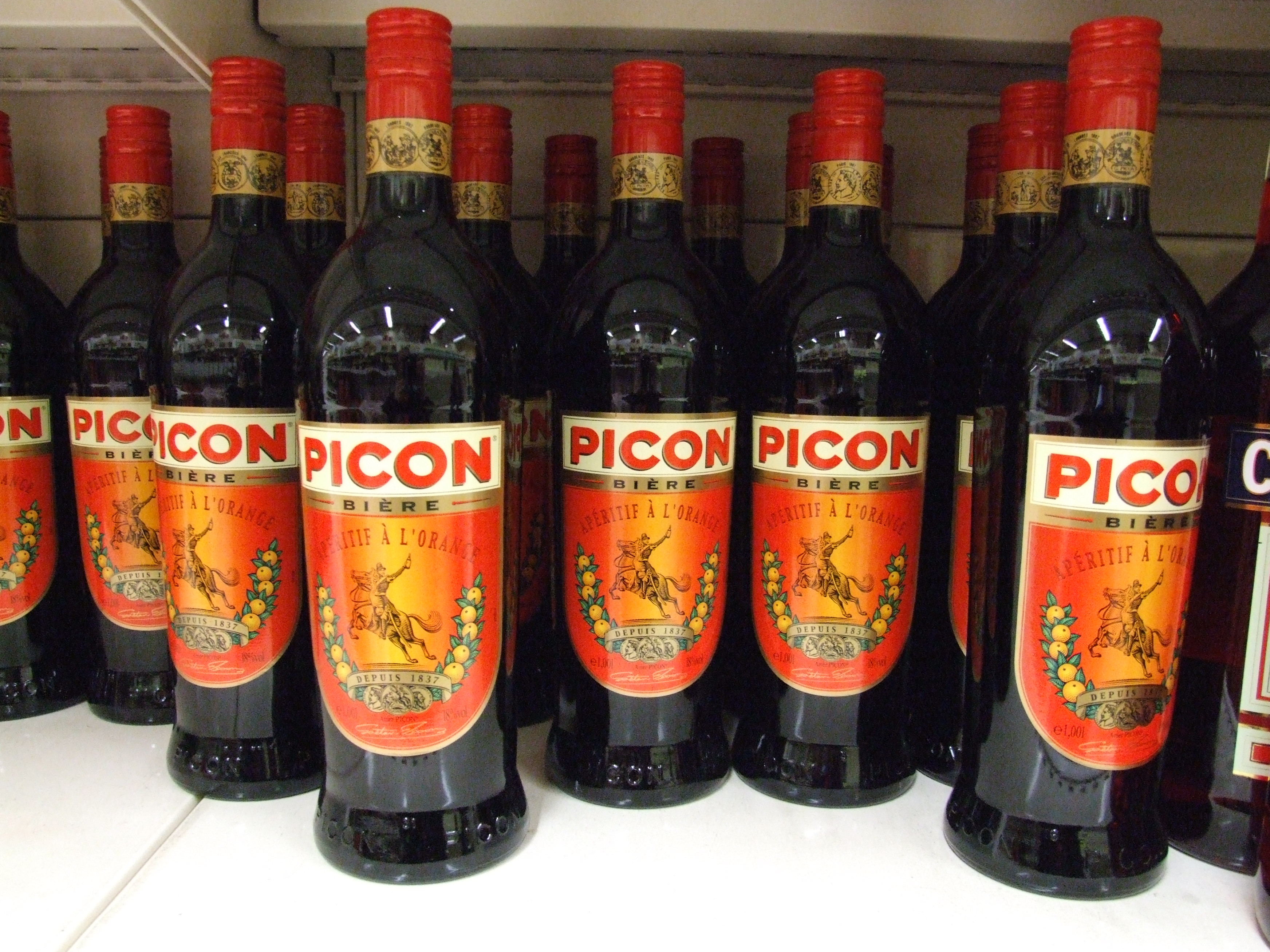

Picon – bitter korzenno-cytrusowy. Produkowany z nalewów na korzeniu goryczki alpejskiej, korzeniu gencjany, drzewa chinowego, słodkiej skórce pomarańczowej z dodatkiem syropu cukrowego i karmelu. 
Występuje w dwóch odmianach: 
- Picon Bière (dodawany do piwa)
- Picon Club (dodawany do białego wina lub szampana).

Za wynalazcę uchodzi Prowansalczyk Gaéton Picon, który rozpoczął jego wytwarzanie w roku 1837. W roku 1872 przeniósł jego produkcję z Algierii do Marsylii.